# Éditions de Mortagne
Éditions de Mortagne est une maison d’édition québécoise créée en 1978 par Max Permingeat. Ils ont édité de nombreux succès d'édition dont Le rêve et ses symboles, Un jour la jument va parler et De l’autre côté des larmes.
Les publications des Éditions de Mortagne couvrent un lectorat assez vaste avec des genres tels que des romans à caractère historique, des thrillers, des biographies, des romans fantastiques, etc. De plus, ils publient des guides pratiques portant sur plusieurs sujets comme la santé, la spiritualité, la psychologie et bien d'autres.

## Historique
En 2002, ils publient le premier tome d'une série de douze, Les Chevaliers d'Émeraude d'Anne Robillard, qui s'avère être un grand succès et marque le début d'une diversification pour la maison.

## Auteurs publiés (liste non exhaustive)
- Pierre Lassalle
- Priska Poirier
- Anne Robillard

## Livres publiés

### COBAYES
- 2016: Cobayes- Cédric (Alain Chaperon)
- 2015: Cobayes - Olivier (Yvan Godbout)
- 2015: Cobayes - Yannick (Martin Dubé)
- 2014: Cobayes - Benoît (Carl Rocheleau)
- 2014: Cobayes - Sarah et Sid (Eve Patenaude)
- 2014: Cobayes - Anita (Marilou Addison)

### TABOU
- 2010: Le carnet de Grauku (Sophie Laroche)
- 2010: Love zone (Chantal D'Avignon)
- 2010: Ailleurs (Rachel Gagnon)
- 2010: Le choix de Savannah (Sophie Girard)
- 2011: Dernière station (Linda Corbo)
- 2011: L'amour à mort (Corinne De Vailly)
- 2011: Le secret (Linda Priestley)
- 2011: L'emprise (Sophie Girard)
- 2012: Adios (Nadine Poirier)
- 2012: Solitude armée (Marilou Addison)
- 2012: Le placard (Kim Messier)
- 2012: Vivre (Sophie Laroche)
- 2013: Onde de choc (Marilou Addison)
- 2013: Fille à vendre (Dïana Bélice)
- 2013: Coming out (Kim Messier)
- 2013: Recrue (Samuel Champagne)
- 2013: Écorché (Isabelle Boisvert)
- 2013: Tu vivras pour moi (Elisabeth Tremblay)
- 2013: L'effet boomerang (Sophie Laroche)
- 2014: Garçon manqué (Samuel Champagne)
- 2014: Ce qui ne tue pas (Emilie Turgeon)
- 2014: L'âme à vif (Corinne De Vailly)
- 2014: Au-delà des apparences (Isabelle Boisvert)
- 2014: La rage de vivre (Emmanuel Lauzon)
- 2014: Détruiredesvies.com (Dïana Bélice)
- 2015: Montagnes russes (JoÈve Dupuis)
- 2015: Projet C (Nadine Poirier)
- 2015: Éloi (Samuel Champagne)
- 2015: Le poids du mensonge (Emilie Turgeon)
- 2017: 16 ans et papa (Marilou Addison)